# Historia Łodzi pod okupacją niemiecką

Herb Litzmannstadt

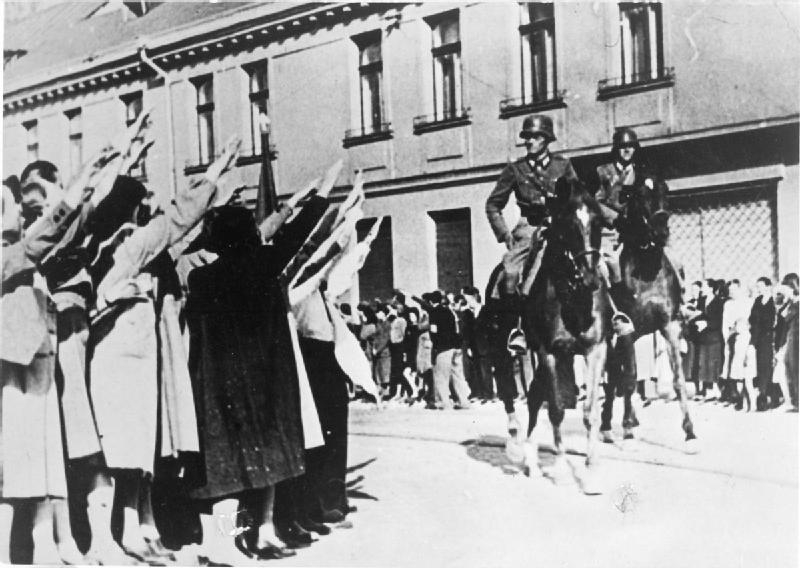
Mniejszość niemiecka z Łodzi wita hitlerowskim pozdrowieniem niemiecką kawalerię w 1939 roku

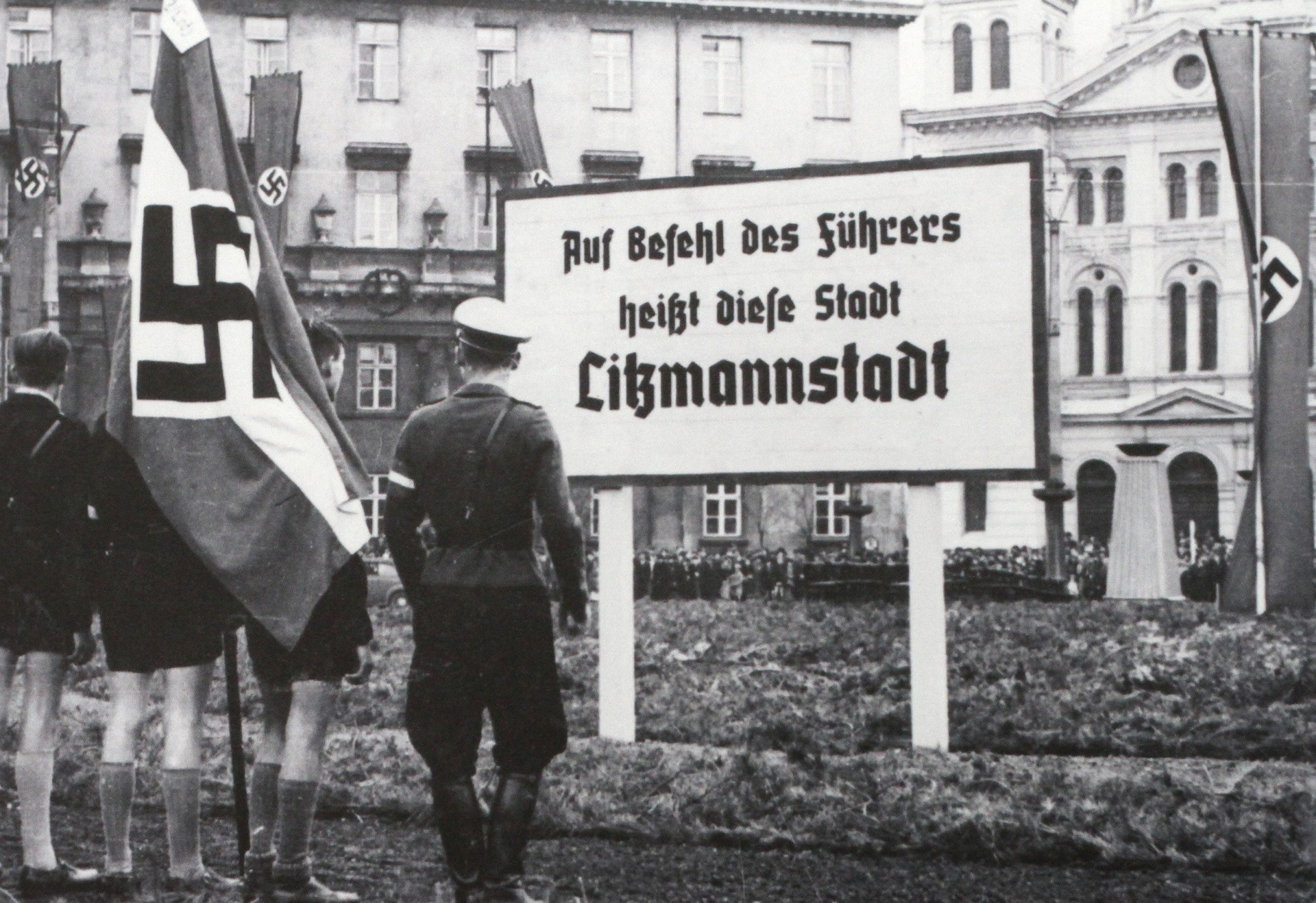
„Z rozkazu Führera to miasto nazywa się Litzmannstadt” – tablica ustawiona w 1940 r. na Deutschlandplatz (pl. Wolności)

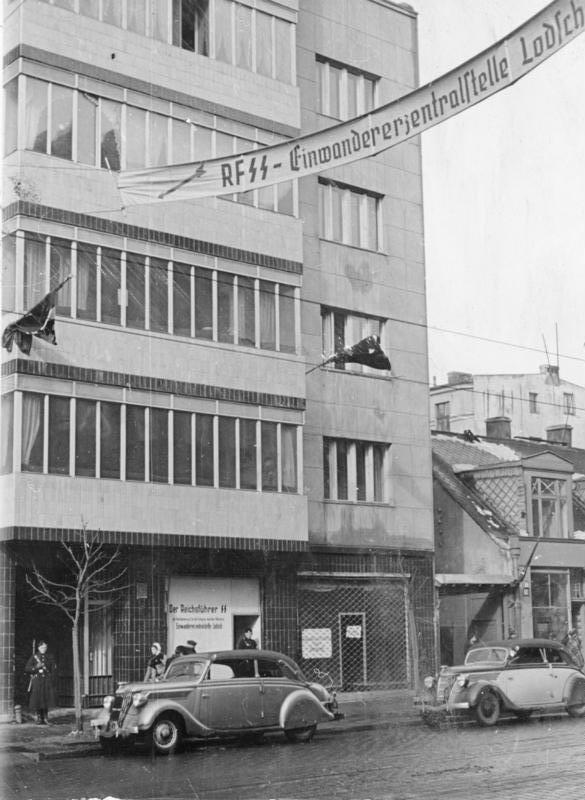
Siedziba Centrali „Północ-Wschód” Komisariatu Rzeszy do spraw Umacniania Niemczyzny, Lodsch, Adolf-Hitler Straße 133 (obecnie Łódź, ul. Piotrkowska 133)

Litzmannstadt – niemiecka nazistowska nazwa Łodzi, nadana 11 kwietnia 1940 na rozkaz Adolfa Hitlera. Po zakończeniu działań wojennych w 1945 przywrócono polską nazwę miasta.

## Włączenie miasta do III Rzeszy
Miasto Łódź, które znajdowało się na zachodnich terenach Rzeczypospolitej Polskiej anektowanych przez III Rzeszę, zostało wcielone w jej granice. Miasto nie stało się częścią Generalnego Gubernatorstwa, ponieważ na prośbę miejscowych volksdeutschów skupionych od 1924 w organizacji Niemieckie Stowarzyszenie Ludowe w Polsce (niem. Deutscher Volksverband in Polen skrót DVP) administracyjnie jako stolica rejencji łódzkiej (niem. Regierungsbezirk Litzmannstadt) włączono ją w granice tzw. „Kraju Warty”. Dnia 9 listopada 1939 wraz z ziemią łódzką do III Rzeszy włączono powiaty: gostyniński, kutnowski, łaski, łódzki, łęczycki, oraz zachodnie części powiatów brzezińskiego, radomszczańskiego, piotrkowskiego.
Władze hitlerowskie, które nadały Łodzi status miasta wydzielonego, podzieliły miasto na cztery dzielnice administracyjne, a siedem kolejnych utworzono na terenach podmiejskich. Ulicom w mieście nadano nowe nazwy. Główna łódzka ulica Piotrkowska przemianowana została na Adolf-Hitler-Straße. Dotychczasowy herb Łodzi – złotą łódź w czerwonym polu, zmieniono na złotą swastykę na granatowym tle, a barwy miasta ze złoto-czerwonych na granat – barwy rodu Litzmannów. Od dnia 8 kwietnia 1941 nadburmistrzem okupowanej Łodzi był Werner Ventzki.

## Eksterminacja inteligencji
W dniach 9 i 10 listopada 1939 okupanci przeprowadzili tzw. Intelligenzaktion Litzmannstadt będącą regionalną częścią akcji przeprowadzonej przez Niemców w całej okupowanej Polsce w ramach tzw. Intelligenzaktion – „Akcji Inteligencja”. Była ona wymierzona w polską elitę intelektualną mieszkającą w regionie łódzkim. W dniach 9 i 10 listopada 1939 w lasach lućmierskich rozstrzelano ok. 500 osób, a do grudnia w sumie wymordowano w nich około 1500 intelektualistów, urzędników oraz duchownych. W sumie podczas okupacji w lesie koło Lućmierza Niemcy zamordowali ok. 30 tys. osób. Byli to głównie więźniowie narodowości polskiej i żydowskiej z Radogoszcza i getta łódzkiego.

## Wysiedlenia

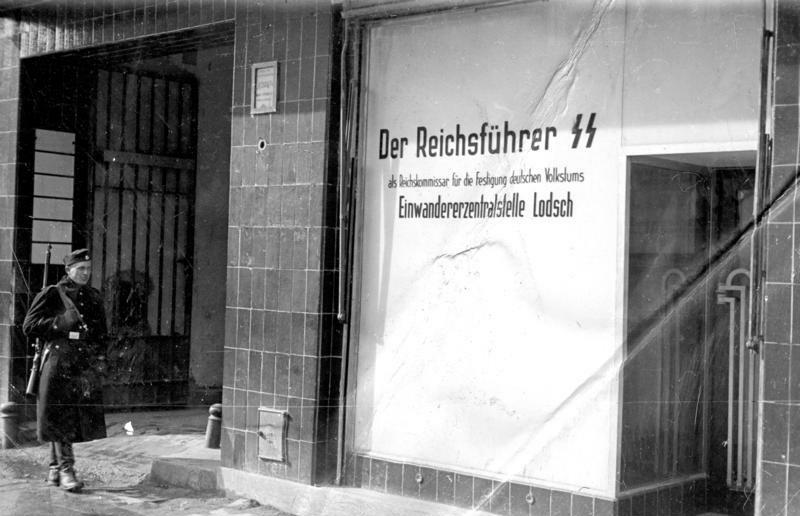
Siedziba organizacji Komisariatu Rzeszy do spraw Umacniania Niemczyzny w okupowanej Łodzi

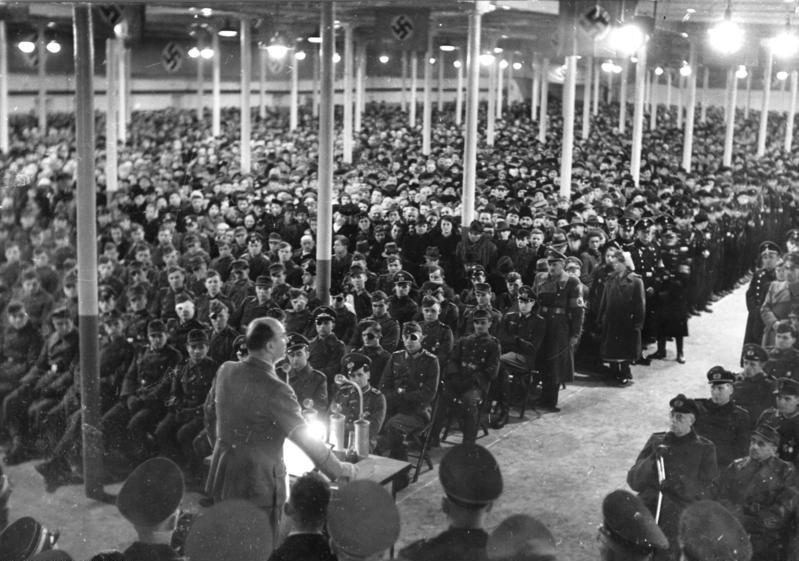
Łódź marzec 1944 – Arthur Greiser przemawia podczas uroczystości na cześć milionowego Niemca przesiedlonego do Kraju Warty ze wschodniej Europy

Miasto ze względu na swój przemysłowy charakter było ważnym ośrodkiem gospodarczym dla hitlerowskiej administracji. W zamierzeniach niemieckich władz miało stać się głównym miastem okręgu. Planowano do niego przesiedlać Niemców z Wołynia i Bukowiny. Polacy mieli być siłą roboczą w zarządzanych przez Niemców fabrykach. Mieszkańców Łodzi nie ominęły deportacje i prześladowania. W okresie okupacyjnym w mieście znajdowała się Centrala Przesiedleńcza, której podlegało 5 obozów.
W sumie w latach 1939–1945 wysiedlono z rejencji łódzkiej około 444 tys. osób narodowości polskiej (25% ludności). Pierwsze wysiedlenia z Łodzi miały miejsce już 11 grudnia 1939 r., kiedy niemieckie wojsko wyrzuciło z osiedla im. „Montwiłła” Mireckiego pierwsze rodziny spośród mieszkańców. Kolejnych kilkanaście wygnano w noc sylwestrową. Największa akcja wysiedleńcza odbyła się na przełomie 14–15 stycznia 1940 roku kiedy to hitlerowcy wysiedlili ok. 5 tysięcy pozostałych mieszkańców osiedla. W miejsca po wysiedlonych Polakach naziści prowadzili zasiedlanie w ramach akcji zwanej Heim ins Reich Niemcami przywiezionymi z ZSRR, Rumunii, Litwy, Łotwy i Estonii.

## Germanizacja

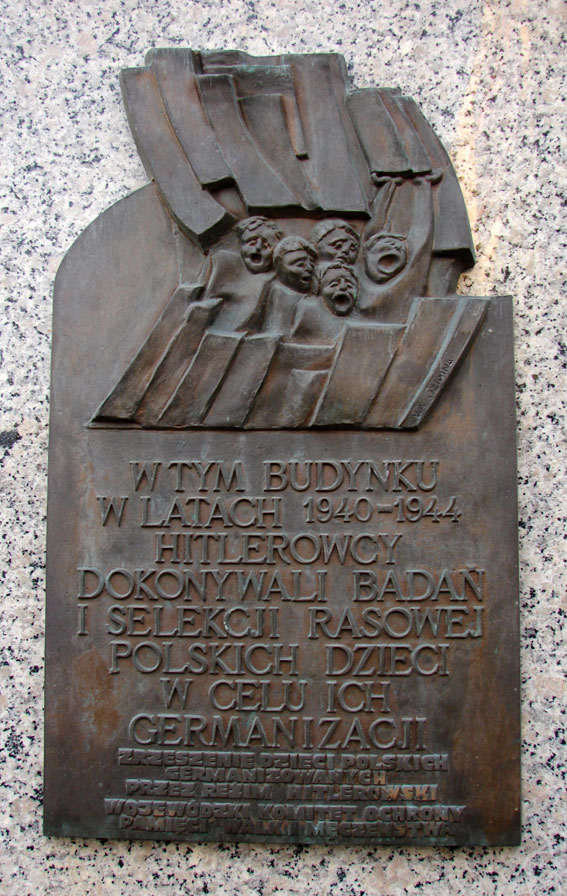
Tablica umieszczona na ul. Piotrkowskiej w Łodzi upamiętniająca dzieci poddane selekcji rasowej w celu ich germanizacji

W Łodzi 7 listopada 1939 roku prezydent policji zarządził usunięcie w miejscach publicznych wszystkich tablic z polskimi nazwami włącznie z polskimi nazwami towarów sprzedawanych w sklepach. 11 kwietnia 1940 na rozkaz Adolfa Hitlera zmieniona została nazwa miasta na Litzmannstadt. Nazwę przyjęto na cześć pruskiego generała i hitlerowskiego polityka Karla Litzmanna, dowodzącego w czasie I wojny światowej wojskami w bitwie o Łódź, która rozegrała się pomiędzy wojskami niemieckimi a rosyjskimi pod Brzezinami. Ulicę Piotrkowską przemianowano na Adolf Hitler Strasse.
W oparciu o system obozów przesiedleńczych okupanci przeprowadzali także germanizację dzieci polskich. W Łodzi powstał także Obóz koncentracyjny dla dzieci polskich od lat 2 do 16. Sześć tysięcy z nich zmarło w obozie z wycieńczenia.
Jednocześnie prowadzono zapis niemieckich mieszkańców Łodzi i mieszkańców z niemieckimi korzeniami na Niemiecką Listę Narodowościową (Deutsche Volksliste, pot. volkslista). Według statystyk z 1 października 1943 roku w Łodzi żyło łącznie 107 419 volksdeutschów, z czego około trzy czwarte tej liczby (73,4%) należało do grupy 2.

## Getto Litzmannstadt
Najszersze represje objęły ludność żydowską. Niemiecka administracja odizolowała całą żydowską ludność miasta (ok. 200 tys. osób) w Ghetto Litzmannstadt utworzonym 8 lutego 1940 r. na Bałutach. Łódzcy Żydzi, stłoczeni przez Niemców w trudnych warunkach bytowych i dziesiątkowani przez choroby i głód, zostali w latach 1942–1944 niemal całkowicie wywiezieni do niemieckich obozów koncentracyjnych, przede wszystkim do obozu zagłady w Chełmnie nad Nerem. Końca władzy hitlerowskiej doczekało w łódzkim getcie jedynie 877 osób.

## Straty materialne miasta w czasie II wojny światowej
Łódź uchodziła za miasto, które zostało najmniej dotknięte zniszczeniami w okresie II wojny światowej. W roku 2006 zespół naukowców z Polskiego Towarzystwa Ekonomicznego pod kierunkiem prof. Krzysztofa Baranowskiego i prof. Andrzeja Lecha wyliczył straty wojenne Łodzi podczas II wojny światowej na 40 mld złotych.
„W wyniku tych szacunków pryska mit Łodzi jako miasta, które niewiele ucierpiało na skutek okupacji niemieckiej podczas II wojny światowej” – Wojciech Michalski, dyrektor Wydziału Strategii i Analiz UMŁ.